# Теніс Боруссія
«Те́ніс Бору́ссія» (нім. «Tennis Borussia Berlin») — німецький футбольний клуб з Берліна. Заснований 2 квітня 1902 року.

## Досягнення
- Чемпіон Другої Бундесліги: 1976